# Список фильмов киностудии «Таллинфильм»
Список фильмов киностудии «Таллинфи́льм» включает произведённые на студии кинофильмы по алфавиту в хронологическом порядке.
Киностудия, первоначально носившая название «Эстонский культурный фильм» (эст. Eesti Kultuurfilm), работала в Таллине с 1931 года. В 1940 году после аннексии Эстонии и последовавшей в 1941 году национализации получила название «Эстонская студия кинохроники» (эст. Kinokroonika Eesti Stuudio). В годы Второй мировой войны приостанавливала работу, первый киножурнал вышел в 1944 году после освобождения Эстонской ССР от оккупации. В связи с расширением поля деятельности с 1954 года называлась «Таллинская киностудия художественных и хроникальных фильмов» (эст. Kunstiliste ja Kroonikafilmide Tallinna Kinostuudio). Название «Таллинфильм» (эст. Tallinnfilm) было утверждено в 1963 году и с тех пор оставалось неизменным. Студия была упразднена в 2001 году. 

## 1931—1940

### 1931
1. Дноуглубительные работы на реке Казар / Kasari jõe süvendamine (документальный; оператор Харальд Вийкман[эст.])

### 1933
1. Зима / Talve (документальный; оператор Харальд Вийкман[эст.])

### 1935
1. История, организационная работа и деятельность Таллиннского порта / Tallinna sadama ajalugu, korraldustööd ja tegevus (документальный; оператор Харальд Вийкман[эст.])
2. Производство молока / Piima tootmine (научно-популярный; оператор Вольдемар Пятс[эст.])
3. Рождение газеты / Ajalehe sünd (документальный; реж. Эдуард Юриссон-Валлас)
4. Таллин — Каунас — Рига / Tallinn — Kaunas — Riia (документальный)
5. Это земля, где моя колыбель… / See on see maa, kus minu häll… (документальный; оператор Армас Хирвонен[эст.])

### 1936
1. Рыбаки / Kalurid (документальный; оператор Константин Мярска)
2. Цветочный мёд / Õielt tarru (документальный; оператор Армас Хирвонен[эст.], Константин Мярска)
3. Эстонская Книга. Фотографии четырехсотлетнего пути развития эстонской литературы / Eesti Raamat. Pildistusi eesti kirjanduse neljasaja-aastaselt arenguteelt (документальный; реж. Пауль Зепп[эст.])

### 1937
1. Государственная торфяная промышленность в Элламаа / Riiklik turbatööstus Ellamaal (документальный)
2. Изготовление предметов красоты и быта из глины / Ilu- ja tarbeesemete valmistamine kodumaa savist (документальный; оператор Константин Мярска)
3. Орнитологическое государство Вилсанди / Vilsandi linnuriik (документальный; оператор Владимир Бартельс)

### 1938
1. Добыча сланца и сланцевого масла / Põlevkivi ja põlevkiviõli tootmine (документальный; совместно с Тобис-Клангфильм[нем.] (Германия), оператор Константин Мярска)

### 1939
1. Слава падшим / Au langenuile (документальный; реж. Юхан Куслап[эст.])

### 1940
1. Воля народа / Rahva tahe (документальный; совместно с Ленинградской студией кинохроники, реж. Василий Беляев)

## 1941—1950

### 1941
1. Зимний день / Talvisel päeval (документальный; оператор Константин Мярска)
2. Эстония / Eestimaa (документальный; совместно с Ленинградской студией кинохроники, реж. Василий Беляев)

### 1946
1. Советская Эстония / Nõukogude Eesti (документальный; совместно с Центральной студией документальных фильмов, реж. Лидия Степанова)

### 1947
1. Жизнь в цитадели / Elu tsitadellis (студия-производитель — «Ленфильм», реж. Герберт Раппапорт)
2. Племя калевитов / Kalevite hõim (документальный; реж. Владимир Парвель)
3. Праздник песни / Laulev rahvas (документальный; совместно с Ленинградской студией кинохроники, реж. Николай Комаревцев)

### 1948
1. Весенний день на родине / Kevadpäev kodumaal (документальный; реж. Владимир Парвель)
2. Гимнастика / Iluvõimlemine (документальный; реж. Константин Мярска)
3. Ленин с нами / Lenin on meiega (документальный; оператор Константин Мярска)
4. Моё Отечество — моя любовь / Mu isamaa on minu arm (документальный; реж. Александр Мандрыкин)
5. Эстонский сланец / Eesti põlevkivi (документальный; реж. Арнольд Юхкум[эст.])

### 1949
1. Возрождённый завод / Taassündinud tehas (документальный; реж. Владимир Томберг)
2. Дорога в будущее / Tee tulevikku (документальный; реж. Николай Долинский, Владимир Парвель)

### 1950
1. Праздник народного творчества / Rahvaloomingu pidupäev (документальный; реж. Семён Школьников, Владимир Парвель)
2. Рыбаки советской Эстонии / Nõukogude Eesti kalurid (документальный; реж. Николай Долинский)
3. Советская Эстония / Nõukogude Eesti (документальный; реж. Иосиф Гиндин, Владимир Томберг)

## 1951—1960

### 1951
1. Будущие мореходы / Tulevased meremehed (документальный; реж. Николай Долинский)
2. Колхоз «Новая жизнь» / Kolhoos «Uus Elu» (документальный; реж. Владимир Парвель)
3. Наступление на болота / Rünnak soodele (документальный; реж. Александр Мандрыкин)
4. Свет в Коорди /Valgus Koordis (совместно с «Ленфильмом»; реж. Герберт Раппапорт)
5. Спорт смелых / Julgete sport (документальный; реж. Александр Мандрыкин)

### 1952
1. Возрождённый Кренгольм / Taassündinud Kreenholm (документальный; реж. Александр Мандрыкин)
2. Мотогонки / Motovõistlused. NSV Liidu 1952. a. esivõistlused ringraja- ja krossisõidus (документальный; реж. Александр Мандрыкин)
3. Спорт юных / Noorte sport (документальный; реж. Николай Долинский)
4. Тартуский государственный университет / Tartu Riiklik Ülikool (документальный; реж. Николай Долинский)

### 1953
1. Молодёжь одного завода / Ühe tehase noored (документальный; реж. Олег Ленциус)
2. На лыжных трассах / Suusaradadel (документальный; реж. Владимир Парвель)
3. Ф. Р. Крейцвальд / Fr. R. Kreutzwald (Film pühendatud Kreutzwaldi 150.sünniaastapäevale) (документальный; реж. Николай Долинский)

### 1954
1. Всесоюзные конно-спортивные соревнования ДОСААФ СССР 1954 года / NSV Liidu ALMAVÜ Üleliidulised ratsaspordivõistlused (документальный; реж. Николай Долинский)
2. Молочное живодноводчество Эстонской ССР / Piimakarja kasvatus Eesti NSV-s (документальный; реж. А. Никифоров)
3. Первенство Союза СССР по мотоспорту 1954 года / NSV Liidu 1954. a. esivõistlused mootorispordis (документальный; реж. Виктор Невежин)
4. Пригородное овощеводство / Varajane köögivili (документальный; реж. Реэт Касесалу)
5. Сланцевую золу на кислые земли / Põlevkivituhk happelistele muldadele (научно-популярный; реж. Виктор Невежин)
6. Это следует запомнить / Seda tuleb meeles pidada (документальный; реж. Николай Долинский)

### 1955
1. Ворота номер два / Värav nr. 2 (реж. Олег Ленциус)
2. Когда наступает вечер / Kui saabub õhtu (фильм-концерт; реж. Александр Мандрыкин)
3. Репортаж о первой спартакиаде Эстонской ССР / Reportaaž ENSV esimesest spartakiaadist (документальный; реж. Николай Долинский)
4. Рождение / Sünnipäev (документальный; реж. Владимир Парвель)
5. Счастье Андруса / Andruse õnn (студия-производитель — «Ленфильм»; реж. Герберт Раппапорт)
6. Яхты в море / Jahid merel (реж. Михаил Егоров)

### 1956
1. Декада эстонского искусства и литературы в Москве / Eesti kunsti ja kirjanduse dekaad Moskvas (документальный; реж. Реэт Касесалу)
2. На задворках / Tagahoovis (реж. Виктор Невежин)
3. Мужчины остаются дома / Mehed jäävad koju (реж. Игорь Ельцов)
4. Один момент, пожалуйста, подождите! / Üks moment, oodake! (реж. Вирве Рейман)
5. Путешествие по Швеции / Reis mööda Rootsit (документальный; реж. Семён Школьников)
6. Радости хорошего лета / Rõõm ilusast suvest (документальный; реж. Николай Долинский)
7. Сааремаа / Saaremaa (документальный; реж. Реэт Касесалу)

### 1957
1. 40 лет назад / 40 aastat tagasi (документальный; реж. Арнольд Юхкум[эст.])
2. В защиту народного имущества / Rahva vara kaitseks (документальный; реж. Евгений Розенталь)
3. Долголетние культурные пастбища в Эстонской ССР / Kultuurkarjamaad — haljaskonveieri põhiline lüli ENSV-s (научно-популярный; реж. Владимир Парвель)
4. Июньские дни / Juunikuu päevad (реж. Калье Кийск, Виктор Невежин)
5. На задворках / Tagahoovis (реж. Виктор Невежин)
6. На повороте / Pöördel (реж. Александр Мандрыкин)
7. Наша Родина / Meie kodumaa (документальный; реж. Николай Долинский)
8. Неделя дружбы / Sõprusnädal (реж. Виктор Невежин)
9. Незабываемые дни в Москве / Unustamatud päevad Moskvas (документальный; реж. Реэт Касесалу)

### 1958
1. Капитан первого ранга / Esimese järgu kapten (реж. Александр Мандрыкин)
2. Старый Таллин / Vana Tallinn (документальный; реж. Николай Долинский)
3. Страницы борьбы / Lehekülgi võitlusest (документальный; реж. Реэт Касесалу)
4. Театральная весна в Таллине / Teatrikevad Tallinnas (документальный; реж. Владимир Парвель)

#### Анимация
1. Сон маленького Пеэтера / Peetrikese unenägu (реж. Эльберт Туганов)

### 1959
1. Взгляд на эстонское искусство / Pilk Eesti kunsti  (документальный; реж. Реэт Касесалу)
2. Незваные гости / Kutsumata külalised (реж. Игорь Ельцов)
3. Озорные повороты / Vallatud kurvid (реж. Калье Кийск)
4. Первая коммунистическая / The First Communist (документальный; реж. Семён Школьников)
5. Письмо в Америку / Kiri Ameerikasse (документальный; реж. Николай Долинский)
6. Подводные рифы / Veealused karid (реж. Виктор Невежин)
7. По туристским тропам Эстонии / Matkaradadel (документальный; оператор Эдуард Эльяс)
8. Своими глазами / Oma silmaga (документальный; реж. Виталий Горбунов)
9. Этого нельзя простить! / Seda ei saa andestada (документальный; реж. Николай Долинский)

#### Анимация
1. Северный дракон / Põhja konn (реж. Эльберт Туганов)

### 1960
1. 100000+550000 (документальный; реж. Владимир Парвель)
2. В дождь и в солнце / Vihmas ja päikeses (реж. Герберт Раппапорт)
3. Возрождение / Taassünd (документальный; реж. Юло Тамбек[эст.])
4. Встречи на улице / Kohtumised tänaval (документальный; реж. Валерия Андерсон[эст.])
5. Второй дом / Teine kodu (документальный; реж. Николай Долинский)
6. Красота вокруг нас / Ilu meie ümber (документальный; реж. Реэт Касесалу)
7. Новые друзья / Uued sõbrad (документальный; реж. Эдуард Эльяс)
8. Один час / Üks tund (документальный; реж. Виталий Горбунов)
9. Песни теперь идут / Laulud nüüd lähevad (документальный; реж. Вельё Кяспер)
10. Путевые Заметки Из Швеции / Reisimärkmed Rootsist (документальный; реж. Владимир Парвель)
11. Семья Мяннард / Perekond Männard (реж. Александр Мандрыкин)
12. Случайная встреча / Läänemere meloodiad (реж. Виктор Невежин)
13. События культурной жизни / Kultuurielu sündmusi (документальный; реж. Юло Тамбек[эст.], Николай Долинский)
14. Экспедиция на Камчатку / Ekspeditsioon Kamtšatkale (документальный; оператор Ханс Роозипуу)

#### Анимация
1. Бесёнок / Лесная сказка / Metsamuinasjutt (реж. Эльберт Туганов)

## 1961—1970

### 1961
1. Atlantika / Atlantika (документальный; реж. Юло Тамбек[эст.], Владимир Жуков)
2. Будни / Argipäev (документальный; реж. Виталий Горбунов)
3. В стране гейзеров и вулканов / Vulkaanide ja geisrite maal (документальный; реж. Вельё Кяспер)
4. Друг песни / Laulu sõber (реж. Юлий Фогельман)
5. История одной грамоты / Inimesed eesliinilt (документальный; реж. Валерия Андерсон[эст.])
6. Калеви-Лийва обвиняет / Kalevi-Liiva süüdistab! (документальный; реж. Юло Тамбек[эст.], Владимир Парвель)
7. Наша Хельё / Maa sool (документальный; реж. Эдуард Эльяс)
8. Опасные повороты / Ohtlikud kurvid (панорамный; реж. Калье Кийск, Юлий Кун)
9. Осенние мотивы / Sügismotiive (документальный; реж. Реэт Касесалу)
10. Парни одной деревни / Ühe küla mehed (реж. Юри Мюйр)
11. Случайная встреча / Juhuslik kohtumine (реж. Виктор Невежин)
12. Эдуард Вильде / Eduard Vilde (документальный; реж. Владимир Парвель)

#### Анимация
1. Отть в космосе / Ott kosmoses (реж. Эльберт Туганов)
2. Я и Мурри / Mina ja Murri (реж. Эльберт Туганов)

### 1962
1. Здравствуйте, девчата! / Tere, tüdrukud! (документальный; реж. Валерия Андерсон[эст.])
2. Камень у дороги / Kivi tee ääres (научно-популярный; реж. Вирве Рейман)
3. Ледоход / Jääminek (реж. Калье Кийск)
4. Люди большой лопаты / Suure labida mehed (документальный; реж. Владимир Парвель)
5. Под одной крышей / Ühe katuse all (реж. Игорь Ельцов)
6. С вечера до утра / Õhtust hommikuni (реж. Лейда Лайус)
7. Таллин / Tallinn (документальный; реж. Владимир Парвель)
8. Три весны / Kolm kevadet (документальный; реж. Реэт Касесалу)
9. Художник Антс Лайкмаа / Läänemaa kunstnik (документальный; реж. Реэт Касесалу)
10. Шаги по пути / Sammud teel (документальный; реж. Эндель Нымберг[эст.])

#### Анимация
1. Две иллюстрации / Kaks lugu (реж. Эльберт Туганов)
2. Маленький мотороллер / Väike motoroller (реж. Хейно Парс)
3. Почти невероятная история / Peaaegu uskumatu lugu (реж. Эльберт Туганов)

### 1963
1. Будни одной экспедиции / Lootoslillest, tähnikhirvest, jaapani merekrabist (научно-популярный; реж. Владимир Маак, Реэт Касесалу)
2. География Эстонской ССР / Eesti NSV geograafia (документальный; реж. Реэт Касесалу)
3. Наша школа / Meie kool (документальный; реж. Владимир Парвель)
4. Оглянись в пути / След / Jäljed (реж. Калье Кийск)
5. Плоды упорного труда / Visa töö vili (документальный; реж. Виталий Горбунов)
6. Под созвездием дружбы / Sõpruse tähtede all (документальный; реж. Семён Школьников)
7. Розовая шляпа / Roosa kübar (реж. Вельё Кяспер)
8. Укротители велосипедов / Jalgrattataltsutajad (реж. Юлий Кун)
9. Цветущие камни / Õitsvad kivid (научно-популярный; реж. Владимир Парвель)
10. Частица родной земли / Killuke kodumaad (документальный; реж. Виталий Горбунов)

#### Анимация
1. Так точно / Just nii! (реж. Эльберт Туганов)
2. Талант / Talent (реж. Эльберт Туганов)

### 1964
1. 10 минут в Эстонии / 10 minutit Eestis (документальный; реж. Евгений Розенталь)
2. В заливе Матсалу / Aken tundmatusse (документальный; реж. Реэт Касесалу)
3. Взгляд на Таллин / Pilk Tallinna (документальный; реж. Вельё Кяспер)
4. Водяному беспокойно / Hüvasti, sookollid! (документальный; реж. Ханс Роозипуу)
5. Дружеский визит / Sõprusvisiit (документальный; реж. Владимир Парвель)
6. Зимние мотивы / Talvemotiive (документальный; реж. Реэт Касесалу)
7. Каменная колыбельная / Kivine hällilaul (документальный; реж. Валерия Андерсон[эст.])
8. Ледовый трамвай / Jäätramm (документальный; реж. Семён Школьников)
9. Лыжный поход / Suusamatk (документальный; оператор Владимир Жуков)
10. Молодость Тарту / Linn Emajõel (документальный; реж. Александр Мандрыкин)
11. Новый нечистый из преисподней / Põrgupõhja uus Vanapagan (реж. Григорий Кроманов)
12. Ноль три / Null kolm (реж. Игорь Ельцов)
13. Химия — да! / Keemia — jah! (документальный; реж. Харри Рехе[эст.])
14. Эстонская зима / Talvemotiive (документальный; реж. Реэт Касесалу)

#### Анимация
1. Молодцы / Tublid loomad (реж. Эльберт Туганов)
2. Оператор Кыпс в стране грибов / Operaator Kõps seeneriigis (реж. Хейно Парс)
3. Последний трубочист / Viimane korstnapühkija (реж. Эльберт Туганов)

### 1965
1. Агрохимическая служба в Эстонcкой ССР / Agrokeemia ENSV-s (научно-популярный; реж. Юло Тамбек[эст.])
2. Антон Старкопф 1966 / Anton Starkopf 1966 (документальный; реж. Реэт Касесалу)
3. Возвращение / Tagasitulek (документальный; реж. Валерия Андерсон[эст.])
4. За высокий надой молока (Из опыта работы совхоза «Тарту») / Kõrge piimatoodangu eest (документальный; реж. Виталий Горбунов)
5. Им было восемнадцать / Me olime 18 aastased (реж. Калье Кийск)
6. Камни и хлеб / Kivid ja leib (документальный; реж. Семён Школьников)
7. Крылатые песни / Laul, ava tiivad (документальный; реж. Владимир Парвель)
8. Лес и человек / Mets ja inimene (документальный; реж. Реэт Касесалу)
9. Лёгкая рука / Supernoova (реж. Вельё Кяспер)
10. Молочник из Мяэкюла / Mäeküla piimamees (реж. Лейда Лайус)
11. Отдых в Кяарику / Puhkus Käärikul (документальный; реж. Реэт Касесалу)
12. Охота на дьявола / Kuradi jahil (совместно со Студией Таллиннского машиностроительного завода, документальный; реж. Евгений Розенталь)
13. Посмотрим вокруг / Ilu argipäev (документальный; реж. Александр Мандрыкин)
14. С морем наедине / Ruhnu (документальный; реж. Андрес Сёёт)
15. Чёрное и белое / Must ja valge (документальный; реж. Реэт Касесалу)
16. Эдуард Вильде / Eduard Vilde 1865—1965 (документальный; реж. Владимир Парвель)
17. Эстонский сланец / Eesti põlevkivi (документальный; реж. Александр Мандрыкин)

#### Анимация
1. Дети и дерево / Lapsed ja puu (реж. Эльберт Туганов)
2. Кошки-мышки / Hiirejaht (реж. Эльберт Туганов)
3. Новые приключения оператора Кыпса или Оператор Кыпс в ягодном лесу / Operaator Kõps marjariigis (реж. Хейно Парс)
4. Яак и робот / Jaak ja robot (реж. Хейно Парс)

### 1966
1. Антон Старкопф / Anton Starkopf 1966 (документальный; реж. Реэт Касесалу)
2. Большая вода / Suur vesi (документальный; реж. Андрес Сёёт)
3. Воплощение в жизнь / Maailmaparandajad (документальный; реж. Валерия Андерсон[эст.])
4. Девушка в чёрном / Tütarlaps mustas (реж. Вельё Кяспер)
5. Лес и человек / Mets ja inimene (документальный; реж. Реэт Касесалу)
6. Моонзунд, две осени / Memento! (документальный; реж. Юло Тамбек[эст.])
7. На льду Давоса / (документальный; реж. Семён Школьников)
8. Письма с острова Чудаков / Kirjad Sõgedate külast (реж. Юри Мюйр)
9. Скрипкой и оружием / Viiuli ja relvaga (документальный; реж. Владимир Парвель)
10. Что случилось с Андресом Лапетеусом? / Mis juhtus Andres Lapeteusega? (реж. Григорий Кроманов)
11. Эстонская беконная порода свиней / Eesti peekoni tõugu sead (документальный; реж. Эвальд Вахер)

#### Анимация
1. Джон / Упрямцы / Jonn (реж. Эльберт Туганов)
2. Оператор Кыпс на необитаемом острове / Operaator Kõps üksikul saarel (реж. Хейно Парс)
3. Парк / Park (реж. Эльберт Туганов)

### 1967
1. В детских садах Эстонии / Eesti lasteaedades (документальный; реж. Юло Тамбек[эст.])
2. Венская почтовая марка / Viini postmark (реж. Вельё Кяспер)
3. Девушка в чёрном / Tütarlaps mustas (реж. Вельё Кяспер)
4. Джо-ле-ми / Jo-le-mi (научно-популярный; реж. Юло Тамбек[эст.])
5. Дни братства / Vendluspäevad (документальный; реж. Владимир Парвель)
6. Лейся, песня! / Pill oll' helle (документальный; реж. Юло Тамбек[эст.])
7. Мотовелосипеды / Mootorjalgrattad (рекламный; реж. Виталий Горбунов)
8. Полуденный паром / Keskpäevane praam (реж. Калье Кийск)
9. Природа и человек / Loodus ja inimene (документальный; реж. Март Порт)
10. Проекты и объекты / Projektid ja objektid (документальный; реж. Владимир Маак)
11. Тайны Таллина / Tallinna saladused (документальный; реж. Юло Тамбек[эст.])

#### Анимация
1. За горами, за морями / Kurepoeg (реж. Эльберт Туганов)
2. Рождение жанра / Žanri sünd (реж. Эльберт Туганов)
3. Семь друзей Юссике / Jussikese seitse sõpra (реж. Хейно Парс)
4. Хитрый Антс и нечистый / Vanapagan sulast kauplemas (реж. Хейно Парс)

### 1968
1. 511 Лучших фотографий Марса / 511 paremat fotot Marsist (документальный; реж. Андрес Сёёт)
2. Безумие / Hullumeelsus (реж. Калье Кийск)
3. Крепость в море / Kindlus meres (документальный; реж. Реэт Касесалу)
4. Лесная легенда / Libahunt (реж. Лейда Лайус)
5. Люди в солдатских шинелях / Inimesed sõdurisinelis (реж. Юри Мюйр)
6. Мужские костюмы / Meeste moed (рекламный; реж. Реэт Касесалу)
7. Мужчины не плачут / Mehed ei nuta (реж. Сулев Ныммик)
8. Пярну / Pärnu (документальный; реж. Тойво Кузьмин)
9. Рождение Республики / Vabariigi sünd (документальный; реж. Владимир Парвель)
10. Свет минувших дней / Möödunud päevade kaja (документальный; реж. Семён Школьников)
11. Театральные вариации / Teatrivariatsioonid (документальный; реж. Владимир Парвель)

#### Анимация
1. Обезьянка Фипс / Ahvipoeg Fips (реж. Эльберт Туганов)
2. Оператор Кыпс в царстве камней / Operaator Kõps kiviriigis (реж. Хейно Парс)
3. Шестерёнка / Hammasratas (реж. Эльберт Туганов)

### 1969
1. Белая землья Эндерби / Enderby valge maa (документальный; реж. Андрес Сёёт, Мати Каск)
2. Белковое молоко / Valgupiim (рекламный; реж. Реэт Касесалу)
3. Весна / Kevade (реж. Арво Круусемент)
4. Время поёт / Aeg laulab (документальный; реж. Харри Мартинсон)
5. Гладиатор / Gladiaator (реж. Вельё Кяспер)
6. Континент для всех / Kontinent kõigile (документальный; реж. Андрес Сёёт)
7. Лило / Leelo (документальный; реж. Юри Мюйр)
8. Молочные продукты с повышеном содержание белка / Valgupiim (рекламный; реж. Реэт Касесалу)
9. Моющие средства / Pesemisvahendid (рекламный; реж. Реэт Касесалу)
10. Одна ночь / Üks öö (документальный; реж. Семён Школьников)
11. Пламя песни / Laululeek (документальный; реж. Семён Школьников)
12. Последняя реликвия / Viimne reliikvia (реж. Григорий Кроманов)
13. Привет, Эстония! / Tere, Eesti! (документальный; реж. Реэт Касесалу)
14. Средневековый Таллинн / Keskaegne Tallinn (документальный; реж. Владимир Парвель)
15. Стерегущие ветер / Tallinna tuuletargad (документальный; реж. Владимир Парвель)
16. Сухие молочные продукты / Piima kuivproduktid (рекламный; реж. Реэт Касесалу)
17. Час освобождения / Vabastuse tund (документальный; реж. Семён Школьников)
18. Чтобы выйти… / Et tuleks välja… (документальный; реж. Владимир Парвель)

#### Анимация
1. Война птиц и зверей / Lindude ja loomade sõda (реж. Хейно Парс)
2. Осёл, селёдка и метла / Eesel, heeringas ja nõialuud (реж. Эльберт Туганов)
3. Эх, ты! Ух, ты! Ишь, ты! / Uhti, uhti uhkesti… (реж. Хейно Парс)

### 1970
1. Алексей Мююрисеп. В память / Aleksei Müürisepp. In memoriam (документальный; реж. Юло Тамбек[эст.])
2. Вилла Терезы Скупень / Willa Terezy Skupién (документальный; реж. Владимир Парвель)
3. Города-Побратимы Таллинн — Котка / Sõpruslinnad Tallinn - Kotka (документальный; реж. Тойво Кузьмин)
4. Заблудшие / Белый корабль / Valge laev (реж. Калью Комиссаров)
5. За северным ветром / Veelinnurahvas (документальный; реж. Леннарт Мери)
6. Если с этой границы облаков… / Kui siit pilvepiirilt… (документальный; реж. Реэт Касесалу)
7. Новое находит дорогу / Töö teaduslik organiseerimine (документальный; реж. Тойво Кузьмин)
8. Обслуживание в ресторане / Teenindamine restoranis (документальный; реж. Реэт Касесалу)
9. Полный вперёд / Täiskäik edasi (документальный; реж. Владимир Парвель)
10. Прибрежные рыбаки / Rannakalurid (документальный; реж. Юло Тамбек[эст.])
11. Радуга танца / Päike, meri, maa (документальный; реж. Тойво Кузьмин)
12. Семь дней Туйзу Таави / Tuulevaikus (реж. Вельё Кяспер)
13. Украли Старого Тоомаса / Varastati Vana Toomas (реж. Семён Школьников)

#### Анимация
1. Атомик / Aatomik (реж. Эльберт Туганов)
2. Атомик и опасности / Aatomik ja jõmmid (реж. Эльберт Туганов)
3. Друзья / Sõbrad (реж. Хейнрих Валк)
4. Снежная мельница / Lumeveski (реж. Хейно Парс)
5. Что? Кто? Где? / Mis? Kes? Kus? (реж. Хейнрих Валк)

## 1971—1980

### 1971
1. Берег ветров / Tuuline rand (реж. Кальё Кийск)
2. Буревестник / Tormi poeg  (документальный; реж. Реэт Касесалу)
3. Дикий капитан / Metskapten (реж. Калью Комиссаров)
4. Дон Жуан в Таллине / Don Juan Tallinnas (реж. Арво Круусемент)
5. Здравствуй, Грузия! / Tere, Gruusia! (документальный; реж. Семён Школьников)
6. Под знаменем борьбы и труда / Võitluse ja töö lipu all (документальный; реж. Семён Школьников)
7. Тернистый путь / Okkaline rada (документальный; реж. Владимир Парвель)
8. Технология производства молока на промышленной основе / Piima tööstusliku tootmise tehnoloogia (документальный; реж. Харри Мартинсон)
9. Щедрый талант / Rikas anne  (документальный; реж. Реэт Касесалу)
10. Эстонская ССР / Eesti NSV (документальный; реж. Андрес Сёёт)

#### Анимация
1. Вот так, чемпионы! / Putukate suvemängud (реж. Хейно Парс)
2. Мартов хлеб / Март и его хлеб / Mardileib (реж. Хейно Парс)
3. Пешеходы / Jalakäijad (реж. Эльберт Туганов)

### 1972
1. Дорога в пропасть / Tee kuristikku (научно-популярный; реж. Тойво Кузьмин)
2. Земля провожает / Maa saadab (документальный; реж. Андрес Сёёт)
3. Иоханнес Лауристин / Johannes Lauristin 1899—1941 (документальный; реж. Валерия Андерсон[эст.])
4. Кровавый камень / Verekivi (реж. Мадис Оямаа)
5. Маленький реквием для губной гармошки / Väike reekviem suupillile (реж. Вельё Кяспер)
6. На празднике нашем / Me ise peolised (документальный; реж. Юло Тамбек[эст.])
7. О том, что было в начале / Algus (документальный; реж. Валерия Андерсон[эст.])
8. Остерегайтесь темноты / Ettevaatust pimeduses (рекламный; реж. Реэт Касесалу)
9. Радость творчества / Loomisrõõm (документальный; реж. Реэт Касесалу)
10. Садки в море / Sumbad meres (научно-популярный; реж. Тойво Кузьмин)
11. Советская Эстония / Nõukogude Eesti (документальный; реж. Андрес Сёёт)
12. Сойти на берег / Maaletulek (реж. Калье Кийск)
13. Сто лет спустя / Sada aastat hiljem (документальный; реж. Харри Мартинсон)
14. Таллинскому судоремонтному завод 250 лет / Tallinna Laevaremonditehas — 250 (документальный; реж. Харри Мартинсон)
15. Тийт Пуура — кузнец третьего поколения / Tiit Puura — kolmat põlve sepp (документальный; реж. Реэт Касесалу)
16. Юхан Смуул / Juhan Smuul (документальный; реж. Реэт Касесалу)

#### Анимация
1. Автомобилисты / Autosõitjad (реж. Эльберт Туганов)
2. Внимание! Осторожно! Кабель! / Ettevaatust, kaabel! (реж. Эльберт Туганов)
3. Гвоздь / Nael I (реж. Хейно Парс)
4. Крыль / Krõll (реж. Эльберт Туганов)
5. Надоедливый музыкант и другие шутки-малютки / Veekandja (реж. Рейн Раамат)
6. Тень и дорога / Vari. Tee (реж. Рейн Раамат)

### 1973
1. Возрождение / Taassünd (научно-популярный; реж. Пеэт Пукс)
2. Всё для урожая / Leivavilja heaks (документальный; реж. Харри Мартинсон)
3. Доавтоклавная резка ячеистобетонных изделий / Kärgbetoontoodete autoklaavieelne lõikamine (документальный; реж. Виталий Горбунов)
4. Добрые дела / Head teod (документальный; реж. Реэт Касесалу)
5. Есть и такая профессия / On ka niisugune elukutse (документальный; реж. Юри Мюйр)
6. Жаркая пора / Eesti ravilad (документальный; реж. Виталий Горбунов)
7. Необычный случай / Tavatu lugu (реж. Кальё Комиссаров)
8. Объединение Океан — новая форма управления / Tootmiskoondis Ookean — uus juhtimisvorm (документальный; реж. Харри Мартинсон)
9. Огонь в ночи / Tuli öös (реж. Валдур Химбек[эст.])
10. Патент № 28073 / Patent 28073 (документальный; реж. Реэт Касесалу)
11. Советская Эстония / Nõukogude Eesti (рекламный; реж. Реэт Касесалу)
12. Страна книг / Raamaturiik (документальный; реж. Пеэт Пукс)
13. Счета без предъявления / Esitamata arved (документальный; реж. Вирве Аруоя)
14. Родник в лесу / Ukuaru (реж. Лейда Лайус)
15. Фрезерование и отделка ячеистобетонных панелей / Kärgbetoonist paneelide freesimine ja töötlemine (документальный; реж. Виталий Горбунов)

#### Анимация
1. Мячики / Pallid (реж. Хейно Парс)
2. Новые друзья / Uued sõbrad (реж. Эльберт Туганов)
3. Подводные друзья / Veealused (реж. Хейно Парс)
4. Полёт / Lend (реж. Рейн Раамат)
5. Цветные карандаши / Värvipliiatsid (реж. Аво Пайстик)

### 1974
1. А. Х. Таммсааре / A. H. Tammsaare III (научно-популярный; реж. Пеэт Пукс)
2. Женщина сегодня / Naine täna (документальный; реж. Реэт Касесалу)
3. Красная скрипка / Punane viiul (совместно с DEFA (ГДР); реж. Калье Кийск)
4. Лёгкая атлетика / Kergejõustik (документальный; реж. Тойво Кузьмин)
5. Морские геофизические исследования в СССР / Merede geofüüsikalised uurimised Nõukogude Liidus (научно-популярный; реж. Тойво Кузьмин)
6. Опасные игры / Ohtlikud mängud (реж. Вельё Кяспер)
7. Операция «Парус 74» / Operatsioon «Puri 74» (документальный; реж. Тойво Кузьмин)
8. Оперный бал / Ooperiball (реж. Вирве Аруоя)
9. Под небом людей / Inimeste taeva all (документальный; реж. Реэт Касесалу)
10. Радужный день. Песни эстонской эстрады / Sillerdav päev (документальный; реж. Харри Мартинсон)
11. Таллин приглашает / Tallinn kutsub (рекламный; реж. Реэт Касесалу)
12. Цветные сны / Värvilised unenäod (реж. Вирве Аруоя, Яан Тооминг[эст.])

#### Анимация
1. Где растут звёздочки / Täheke (реж. Аво Пайстик)
2. Жар-птица / Värvilind (реж. Рейн Раамат)
3. Кровавый Джон / Verine John (реж. Эльберт Туганов)
4. Простаки / Kilplased (реж. Рейн Раамат)
5. Сестрицы / Õed (реж. Эльберт Туганов)
6. Сказка о его Высочестве / Muinasjutt Tema Majesteedist (реж. Хейно Парс)

### 1975
1. Берегите линии связи / Hoidke sideliine (документальный; реж. Харри Мартинсон)
2. Биологические исследования АН СССР в океане / NSVL TA bioloogilised uurimused ookeanis (научно-популярный; реж. Виталий Горбунов)
3. Бриллианты для диктатуры пролетариата / Briljandid proletariaadi diktatuurile (реж. Григорий Кроманов)
4. Взаимодействие океана и атмосферы / Ookeani ja atmosfääri vastastikune toime (научно-популярный; реж. Арнольд Алтмяэ)
5. Геолого-геофизические исследования АН СССР в океане / NSVL TA geoloogilis-geofüüsikalised uurimised ookeanis (научно-популярный; реж. Тойво Кузьмин)
6. Гнездовье / Pesapaik (документальный; реж. Пеэт Пукс)
7. Для вас, мотоциклисты / Teile, mootorratturid (документальный; реж. Харри Мартинсон)
8. Круговорот органического вещества в океане / Orgaanilise aine ringlus looduses (научно-популярный; реж. Виталий Горбунов)
9. Моя хата с краю / Ei puutu minusse (документальный; реж. Харри Мартинсон)
10. Пищевая промышленность потребительской кооперации / Tarbijate kooperatiivide toiduainete tööstus (документальный; реж. Харри Мартинсон)
11. Художник Кёлер / Johann Köler (документальный; реж. Реэт Касесалу)
12. Школа господина Мауруса / Indrek (реж. Микк Микивер)

#### Анимация
1. Вдохновение / Inspiratsioon (реж. Эльберт Туганов)
2. Зайчонок, который не хотел спать / Lugu jänesepojast (реж. Андо Кесккюла[эст.])
3. Мелочь / Pisiasi (реж. Аво Пайстик)
4. Няньки / Lapsehoidjad (реж. Аарне Ахи[эст.])
5. Песни весне / Laulud kevadele (реж. Хейно Парс)
6. Сорванец / Rüblik (реж. Рейн Раамат)

### 1976
1. Время жить, время любить / Aeg elada, aeg armastada (реж. Вельё Кяспер)
2. Дела и думы / Teod ja mõtted (документальный; реж. Тойво Кузьмин)
3. Кукуй ты, кукушка / Kuku sa, kägu… (документальный; реж. Хели Спик[эст.])
4. Лето / Suvi (реж. Арво Круусемент)
5. Леший / Võsakurat (реж. Пеэтер Симм)
6. Небо — далёкое и близкое… / Kauge ja lähedane taevas (документальный; реж. Семён Школьников)
7. Оказание первой доврачебной помощи / Hetk hiljem (научно-популярныйный; реж. Семён Школьников)
8. Прошу без подсказок / Palun, ärge segage (документальный; реж. Харри Мартинсон)
9. Прядильщицы / Ketrajad (документальный; реж. Валерия Андерсон[эст.])
10. Сигнал обязывает / Signaal kohustab (документальный; реж. Харри Мартинсон)
11. Спортивный век / Sportlik sajand (документальный; реж. Андрес Сёёт)

#### Анимация
1. Выстрел / Lask (реж. Аво Пайстик)
2. Горе-кузнец / Soss-sepp (реж. Хейно Парс)
3. Заяц / Jänes (реж. Андо Кесккюла[эст.])
4. Золотой осёл / Kuldne eesel (реж. Эльберт Туганов)
5. Клоун и Кроoпс / Kloun ja Kroops (реж. Эльберт Туганов)
6. Стрелок / Kütt (реж. Рейн Раамат)

### 1977
1. X в школьном мире / X koolimaailmas (документальный; реж. Реэт Касесалу)
2. Возвращённая песня / Taasleitud laul (документальный; реж. Пеэт Пукс)
3. Гарантированное снабжение запасными частями / Garanteeritud varustamine tagavaraosadega (рекламный; реж. Реэт Касесалу)
4. Единое мнение / Ühine arvamus (документальный; реж. Реэт Касесалу)
5. Скорпион / Пастор из Рейги / Reigi õpetaja (реж. Юри Мюйр)
6. Цену смерти спроси у мёртвых / Surma hinda küsi surnutelt (реж. Калье Кийск)
7. Эдуард Толль. Притяжение / Eduard Toll. Kiindumused (реж. Сергей Рахомяги)

#### Анимация
1. Антенны среди льдов / Antennid jääs (реж. Рейн Раамат)
2. Едет? / Liigub? Liigub! (реж. Аарне Ахи[эст.])
3. Комочек глины / Savitüki lugu (реж. Хейно Парс)
4. Круглый ли земной шар? / Kas maakera on ümmargune? (реж. Прийт Пярн)
5. Сказки Засыпайки. Следы на снегу / Une-Mati lood I: Jäljed lumel (реж. Хейки Кримм)
6. Сказки Засыпайки. События в трамвае / Une-Mati lood II: Sündmused trammis (реж. Хейки Кримм)
7. Сон технократа / Pühapäev (реж. Аво Пайстик)
8. Сувенир / Suveniir (реж. Эльберт Туганов)
9. Чаромора / Kunksmoor (реж. Хейно Парс)

### 1978
1. 100 м на спине в сопровождении камерного оркестра / 100 m selili kammerorkestri saatel (документальный; реж. Ханс Роозипуу)
2. Верность жизни / Eluvanne (документальный; реж. Пеэт Пукс)
3. Вместо лекарства / Arstirohu asemel (документальный; реж. Реэт Касесалу)
4. Волшебные нити Мари Адамсон / Mari Adamsoni loitsud (документальный; реж. Валерия Андерсон[эст.])
5. Дознание пилота Пиркса / Navigaator Pirx (при участии Zespoły Filmowe[англ.] (ПНР); реж. Марек Пестрак)
6. Зимний отпуск / Naine kütab sauna (реж. Арво Круусемент)
7. Иванов день / Jaanipäev (документальный; реж. Андрес Сёёт)
8. От Пальяссааре до Пирита / Paljassaarelt Piritale (документальный; реж. Харри Мартинсон)
9. Писатель Ааду Хинт / Kirjanik Aadu Hint (документальный; реж. Вельё Кяспер)
10. Похвала щебню / Kiitus killustikule (документальный; реж. Валерия Андерсон[эст.])
11. Следы на снегу / Jäljed lumel (документальный; реж. Лейда Лайус)
12. Турист, ориентируйся на местности / Turist, orienteeru maastikul! (научно-популярный; реж. Тойво Кузьмин)
13. Фоторондо / Fotorondo (документальный; реж. Пеэтер Тооминг)

#### Анимация
1. Девочка и Златогривый / Linalakk ja Rosalind (реж. Аарне Ахи[эст.])
2. Капитан из Кёпеника / Köpeniki kapten (реж. Эльберт Туганов)
3. Клабуш / Klaabu (реж. Аво Пайстик)
4. Мальчик и бабочка / Poiss ja liblikas (реж. Рейн Таммик[эст.])
5. Поле / Põld (реж. Рейн Раамат)
6. Пылесос / Tolmuimeja (реж. Аво Пайстик)
7. Сказки Засыпайки. Шапка-невидимка / Une-Mati lood III Võlumüts (реж. Тынис Сахкай[эст.])
8. Чаромора и капитан Трумм / Kunksmoor ja kapten Trumm (реж. Хейно Парс)

### 1979
1. Возвращение / Tagasitulek (документальный; реж. Юло Тамбек[эст.])
2. «Гамлет» отрывок из постановки / «Hamlet» katkend lavastusest (документальный; реж. Реэт Касесалу)
3. Гнездо на ветру / Tuulte pesa (реж. Олав Неуланд)
4. Зажечь огонь / Tule süütamine (документальный; реж. Вельё Кяспер)
5. Консультант / Konsultant (документальный; реж. Лео Ильвес)
6. Миссия / Missioon (документальный; реж. Пеэт Пукс)
7. Отель «У погибшего альпиниста» / «Hukkunud Alpinisti» hotell (реж. Григорий Кроманов)
8. Потребительская кооперация СССР / NSV Liidu tarbijate kooperatsioon (рекламный; реж. Реэт Касесалу)
9. Свадебные картинки / Pulmapildid (документальный; реж. Андрес Сёёт)
10. Сирена / Sireen (документальный; реж. Пеэтер Симм)
11. Советская Эстония / Nõukogude Eesti (документальный; реж. Пеэтер Тооминг)
12. Стратегия и резервы / Strateegia ja reservid (документальный; реж. Вельё Кяспер)
13. Строительство газопроводов и нефтепродуктопроводов / Gaasi- ja naftajuhtmete ehitamine (научно-популярный; реж. Тойво Кузьмин)
14. Учитель / Õpetaja (совместно с Творческим объединением «Дебют» («Мосфильм»); реж. Марк Соосаар)
15. Хозяин Кырбоя / Kõrboja peremees (реж. Лейда Лайус)

#### Анимация
1. Ваше имя? / Teie nimi? (реж. Аво Пайстик)
2. Джуфа и обезьяны / Giufa ja ahvid (реж. Эльберт Туганов)
3. Жирна ли добыча? / Kas on ikka rasvane? (реж. Рейн Раамат)
4. Зелёный медвежонок / … ja teeb trikke (реж. Прийт Пярн)
5. Клабуш, Нипи и злая рыба / Klaabu, Nipi ja Tige Kala (реж. Аво Пайстик)
6. Когда поют мужчины / Kui mehed laulavad (реж. Хейно Парс)
7. Обезьяны / Kaupmees ja ahvid (реж. Эльберт Туганов)
8. Ой, заяц, помоги! / Oi, jänes, aita! (реж. Аво Пайстик)
9. Сказки Засыпайки. Заячье такси / Une-Mati lood IV: Jänesetakso (реж. Тынис Сахкай[эст.])
10. Судьба Венеры / Giufa (реж. Эльберт Туганов)

### 1980
1. А потом оглянулся… / Свадебные фото / Pulmapilt (совместно с Творческим объединением «Дебют» («Мосфильм»); реж. Рауль Таммет[эст.])
2. АЭС — Ловийза / Loviisa aatomielektrijaam (AEJ) (научно-популярный; реж. Тойво Кузьмин)
3. В добрый путь, каратэ / Paljakäsi (документальный; реж. Михкель Ратас)
4. В небе над Таллином / Parem üks kord näha… (документальный; реж. Семён Школьников)
5. Геркулесы / Heerosed (документальный; реж. Пеэт Пукс)
6. Гибель 31-го отдела / Mõrv 31. korrusel (реж. Пеэтер Урбла[эст.])
7. Города-побратимы Таллин — Гент / Sõpruslinnad Tallinn — Gent (документальный; реж. Юлия Гутева-Силларт)
8. Имя твоё… / Sinu nimi… (документальный; реж. Олав Неуланд)
9. Лесные фиалки / Metskannikesed (реж. Калье Кийск)
10. Металлоостеосинтез переломов костей при помощи репонаторов–фиксаторов системы А. Сеппо / Luumurdude metallosteosüntees Arnold Seppo süsteemi reponaator-fiksaatorite abil (научно-популярный; реж. Валерия Андерсон[эст.])
11. Море у порога / Meri ukse all (документальный; реж. Тойво Кузьмин)
12. О безопасности на льду / Ohutus jääl (рекламный; реж. Реэт Касесалу)
13. Парусная регата. Олимпиада 80 / Purjeregatt. Olümpia 80 (документальный; реж. Тойво Кузьмин)
14. Рождество в Вигала / Jõulud Vigalas (реж. Марк Соосаар)
15. Сказание о жизни / Elamise lugu (документальный; реж. Пеэтер Тооминг)
16. Таллин — 80 / Tallinn 80 (документальный; реж. Андрес Сёёт)
17. Что посеешь… / Ideaalmaastik (реж. Пеэтер Симм)

#### Анимация
1. Большой Тылл / Suur Tõll (реж. Рейн Раамат)
2. Жертва / Ohver (реж. Эльберт Туганов)
3. Зов Ники / Nike kutse (реж. Рейн Таммик[эст.])
4. Некоторые упражнения для самостоятельной жизни / Harjutusi iseseisvaks eluks (реж. Прийт Пярн)
5. Сказки Засыпайки. Приключения в пустыне / Une-Mati lood V: Seiklused kõrbes (реж. Тынис Сахкай[эст.])
6. Сын Орлиной пещеры / Välek Vibulane (реж. Хейно Парс)
7. У страха глаза велики / Karsumm (реж. Аарне Ахи[эст.])

## 1981—1990

### 1981
1. Автор народной песни / Rahvalaulu autor (документальный; реж. Виталий Горбунов)
2. Будни Анны Аавер / Anna Aaveri argipäev (документальный; реж. Семён Школьников)
3. Доврачебная медицинская помощь на судне / Esmaabi laeval (научно-популярный; реж. Тойво Кузьмин)
4. Жертва науки / Teaduse ohver (реж. Валентин Куйк[эст.])
5. Животные в городе / Linnaloom (документальный; реж. Пеэтер Тооминг)
6. Мир господина Вене / Härra Vene maailm (документальный; реж. Марк Соосаар)
7. От леспрохоза до Японии / Metsakombinaadist Jaapanisse (документальный; реж. Тойво Кузьмин)
8. Первый год жизни / Esimene eluaasta (научно-популярный; реж. Реэт Касесалу)
9. Приглашается каждый / Rada vabaks! (документальный; реж. Ханс Роозипуу, Тойво Эльме)
10. Репортер / Reporter (документальный; реж. Андрес Сёёт)
11. Рябиновые ворота / Pihlakaväravad (реж. Вельё Кяспер)
12. Суровое море / Karge meri (реж. Арво Круусемент)
13. Чертёнок / Nukitsamees (реж. Хелле Мурдмаа)
14. Что в Котка лучше всего? / Mis on Kotkas kõige parem? (документальный; реж. Юлия Гутева-Силларт)

#### Анимация
1. Гвозьд 2 / Nael II (реж. Хейно Парс)
2. Жеребёнок в яблоках / Õunkimmel (реж. Эльберт Туганов)
3. Клабуш в космосе / Klaabu kosmoses (реж. Аво Пайстик)
4. Не отвлекай водителя / Ära sega autojuhti (реж. Аво Пайстик)
5. Памятник / Monument (реж. Мати Кютт[эст.])
6. Приключения бумажного листа / Paberileht (реж. Калью Киви[эст.])
7. Свидание / Kohtamine (реж. Хейки Эрниц)
8. Сказки Засыпайки. Где Буратино? / Une-Mati lood VI: Kus on Buratino? (реж. Тынис Сахкай[эст.])
9. Улица / Tänav (реж. Вальтер Уусберг[эст.])

### 1982
1. Генерал Ару / Karjapoiss on kuningas (документальный; реж. Велло Калласте)
2. Здравствуй, герефорд! / Tere, hereford! (документальный; реж. Юлия Гутева-Силларт)
3. Земля моряков / Meremeeste maa (документальный; реж. Тойво Кузьмин)
4. Коррида / Corrida (реж. Олав Неуланд)
5. Лечебные иглы А. И. Сеппо в лечении костно-гнойной инфекции / Luu- ja liigeseinfektsioonide ravi Arnold Seppo meetodil (научно-популярный; реж. Валерия Андерсон[эст.])
6. Лечение ожогов по методу А. Сеппо / Põletushaavade ravi Arnold Seppo meetodil (научно-популярный; реж. Валерия Андерсон[эст.])
7. Самая маленькая / Kassilaane (документальный; реж. Пеэтер Тооминг)
8. Снова весна / Jälle kevad (документальный; реж. Андрес Сёёт)
9. Техника управления яхтами на разных курсах. Раздел 2 / Jahtide juhtimise tehnika II (научно-популярный; реж. Тойво Кузьмин)
10. Феромоны / Feromoonid (научно-популярный; реж. Рейн Маран)
11. Шлягер этого лета / Šlaager (реж. Пеэтер Урбла[эст.])

#### Анимация
1. Баран и роза / Oinas ja roos (реж. Калью Курепылд)
2. Идеал / Primadonna (реж. Калью Курепылд)
3. Красный, жёлтый, зелёный / Punane, kollane, roheline (реж. Антс Лооман[эст.])
4. Пекарь и трубочист / Pagar ja korstnapühkija (реж. Калью Киви[эст.])
5. Сказки Засыпайки. Три желания / Une-Mati lood VII — Kolm soovi (реж. Тынис Сахкай[эст.])
6. Треугольник / Kolmnurk (реж. Прийт Пярн)
7. Угнали машину / Varastati auto (реж. Аво Пайстик)
8. Умелый портняжка / Vahva rätsep (реж. Каарель Курисмаа[эст.])

### 1983
1. Альтернатива / Alternatiiv (документальный; реж. Пеэт Пукс, Пеэтер Симм)
2. Арабелла — дочь пирата / Arabella, mereröövli tütar (реж. Пеэтер Симм)
3. Генерал Ару / Karjapoiss on kuningas (документальный; реж. Велло Калласте)
4. Дело его жизни / Elutöö (документальный; реж. Семён Школьников)
5. Добрые духи старого Таллина / Kodulinna head vaimud (документальный; реж. Лейда Лайус)
6. Замкнутый круг / Suletud ring (реж. Пеэтер Урбла[эст.])
7. … и суп будет готов вовремя / … ja supp on valmis õigel ajal (документальный; реж. Валерия Андерсон[эст.])
8. Искатель приключений / Nipernaadi (реж. Кальё Кийск)
9. На арене — Лурих / Lurich (реж. Валентин Куйк[эст.])
10. У каждого свой хлеб / Igal oma leib (документальный; реж. Тойво Кузьмин)
11. Шерстяные ткани / Villased kangad (рекламный; реж. Андрес Сёёт)
12. Ювенильные гормоны / Juveniilhormoonid (научно-популярный; реж. Рейн Маран)

#### Анимация
1. Ад / Põrgu (реж. Рейн Раамат)
2. Голубятница / Tuvitädi (реж. Рао Хайдметс)
3. Город мастеров медовых дел / Meemeistrite linn (реж. Хейно Парс)
4. Озорник / Trammivasikas (реж. Каарель Курисмаа[эст.])
5. Узел / Sõlm (реж. Калью Киви[эст.])

### 1984
1. Быть непримиримым к буржуазной идеологии / Olla leppimatu kodanliku ideoloogia vastu (документальный; реж. Велло Калласте)
2. Во времена вольчих законов / Hundiseaduse aegu (реж. Олав Неуланд)
3. Годы восстановления / Taastamisaastad (документальный; реж. Семён Школьников)
4. Две пары и одиночество / Kaks paari ja üksindus (реж. Тынис Каск)
5. Движение для здоровья / Liikumine terviseks (научно-популярный; реж. Ханс Роозипуу)
6. Игра «Перекличка» / Raadiosidemäng (документальный; реж. Тойво Кузьмин)
7. Лейб / Председатель сельсовета / Leib (документальный; реж. реж. Пеэтер Тооминг)
8. Лунная соната / Kuulugu (документальный; реж. Эло Туст)
9. Манилайд / Mängutoos Manilaiul (документальный; реж. Марк Соосаар)
10. Мужчины / Mehed (документальный; реж. Хейни Друи)
11. На арене Лурих / Lurich (реж. Валентин Куйк)
12. Неотложная операция / Lõikus (документальный; реж. Пеэт Пукс)
13. От зимы до зимы / Биатлонисты / Lumest lumeni (документальный; реж. Ханс Роозипуу)
14. Память / Mälu (документальный; реж. Андрес Сёёт)
15. Парусник Крузенштерн (Хроника) / Purjelaev Krusenstern (kroonika) (документальный; оператор Тойво Кузьмин)
16. Пора сенокосная / Heinaaeg (документальный; реж. Энн Сэде[эст.])
17. Реквием / Reekviem (реж. Олав Неуланд)
18. Родной очаг / Kodukotus (документальный; реж. Валерия Андерсон[эст.])
19. Самая красивая / Kõige ilusam (документальный; реж. Хели Спик[эст.])
20. Сезон зрелости /  Хандикап / Handicap (документальный; реж. Тойво Эльме)
21. Серебряная пряжа Каролины / Karoliine hõbelõng (реж. Хелле Мурдмаа)
22. Сиговые рыбы. Пелядь в Калининской области / Siiakala: peled Kalinini oblastis (научно-популярный; реж. Тойво Кузьмин)
23. Скульптор Ыун / 29 minutit Ülo Õunaga (документальный; реж. Арво Ихо)
24. Сто народов приглашают / Sada rahvust kutsub (документальный; реж. Семён Школьников)
25. Твой образ жизни. О курении в студенческой среде / Sinu elulaad — suitsetamisest üliõpilaskonnas (научно-популярный; реж. Владимир Маак)
26. Цвет жизни / Elu värv (научно-популярный; реж. Рейн Маран)

#### Анимация
1. Бык / Härg (реж. Вальтер Уусберг[эст.])
2. Гонки! Гонки! / Võidusõit (реж. Каарель Курисмаа[эст.])
3. Калле и Бука / Kalle ja Koll (реж. Хейки Эрниц)
4. Муфта, Полботинка и Моховая Борода / Naksitrallid I (фильм 1; реж. Аво Пайстик)
5. Небесная невеста / Tähemõrsja (реж. Калью Киви[эст.])
6. Небылицы / Aeg maha (реж. Прийт Пярн)
7. Новогодяя сказка / Imeline nääriöö (реж. Рихо Унт?!, Харди Волмер)
8. Смеющийся мяч / Naerupall (реж. Хейно Парс)

### 1985
1. Бал в «Савойе» / Savoy ball (телефильм; реж. Аго-Эндрик Керге[эст.])
2. Братство / Vennaskond (документальный; реж. Андрес Сёёт)
3. Всё для человека / Kõik inimese heaks (научно-популярный; реж. Реэт Касесалу)
4. Движение и дети / Liikumine ja lapsed (научно-популярный; реж. Ханс Роозипуу)
5. Жизнь в старом городе / Elu vanas linnas (документальный; реж. Хейни Друи)
6. Игры для детей школьного возраста / Naerata ometi (реж. Арво Ихо, Лейда Лайус)
7. Крохали (Mergus merganser) / Kosklad (научно-популярный; реж. Марк Соосаар)
8. Магнетола «Берестье» / Magnetoola Berestje (рекламный; реж. Андрес Сёёт)
9. Народный дом / Rahvamaja (документальный; реж. Андрес Сёёт)
10. Обездоленные / Были деревья… / Puud olid… (реж. Пеэтер Симм)
11. Развитие / Areng (документальный; реж. Валерия Андерсон[эст.])
12. Свора / Bande (реж. Арво Круусемент)
13. Это страшно: Вред аборта / See on hirmus: Abordi kahjulikkus (научно-популярный; реж. Михаил Дороватовский)

#### Анимация
1. Заколдованный остров / Nõiutud saar (реж. Рихо Унт?!, Харди Волмер)
2. Лёд и пламень / Klaasikillumäng (реж. Калью Киви[эст.])
3. Нищий / Kerjus (реж. Рейн Раамат)
4. Пир у дядюшки крота / Laululood (реж. Вальтер Уусберг[эст.])
5. Проделки Рамзеса / Ramsese vembud I (фильм 1; реж. Хейки Эрниц)
6. Прыжок / Hüpe (реж. Аво Пайстик)
7. Рак-волшебник / Vägev vähk ja ahne naine (реж. Аарне Ахи[эст.])
8. Семеро чертей / Seitse kuradit (реж. Хейно Парс)
9. Страшный башмак / Nuril (реж. Рао Хайдметс)

### 1986
1. Артист / Artist (документальный; реж. Хейни Друи)
2. Диалог / Dialoog (научно-популярный; реж. Хели Спик[эст.])
3. Игры для детей школьного возраста / Naerata ometi (реж. Арво Ихо, Лейда Лайус)
4. Марафон / Maraton (документальный; реж. Андрес Сёёт)
5. Механизация и автоматизация животноводства / Mehhaniseerimine ja automatiseerimine loomakasvatuses (научно-популярный; реж. Михкель Ратас)
6. Натюрморт с мясом и без мяса / Vaikelu lihaga ja lihata (документальный; реж. Валерия Андерсон[эст.])
7. Не пренебрегайте ремнями / Ärge alahinnake turvavöösid (научно-популярный; реж. Михаил Дороватовский)
8. Опасность самолечения при гонореe / Gonorröa iseravimise ohtlikkus (научно-популярный; реж. Реэт Касесалу)
9. Передовой опыт строительства Новоталлинского порта / Tallinna Uussadama ehitamise eesrindlikud kogemused (документальный; реж. Тойво Кузьмин)
10. Под чужим именем / Võõra nime all (реж. Пеэтер Урбла[эст.])
11. Радости среднего возраста / Keskea rõõmud (реж. Лембит Ульфсак)
12. Уход за больными на дому / Haigete kodune hooldamine (научно-популярный; реж. Реэт Касесалу)
13. Через сто лет в мае / Saja aasta pärast mais (реж. Кальё Кийск)
14. Чудное озеро / Imeline järv (научно-популярный; реж. Пеэтер Тооминг)

#### Анимация
1. Весенняя муха / Kevadine kärbes (реж. Харди Волмер, Рихо Унт?!)
2. Жираф / Kaelkirjak (реж. Рао Хайдметс)
3. Лиса / Aisopose rebane (реж. Райво Ярви[эст.])
4. Проделки Рамзеса / Ramsese vembud II (фильм 2; реж. Хейки Эрниц)
5. Река жизни / Elujõgi (реж. Хейно Парс)

### 1987
1. Визит / Külaskäik (документальный; реж. Андрес Сёёт)
2. Дикие лебеди / Metsluiged (реж. Хелле Мурдмаа)
3. Заклятие долины змей / Madude oru needus (совместно с ТО «Экран», Zespoły Filmowe[англ.], Zespół Filmowy «Oko»[пол.] (ПНР); реж. Марек Пестрак)
4. История одного озера / Ühe järve lugu (Võrtsjärv) (научно-популярный; реж. Рейн Маран)
5. Комплексы культуры и здоровья / Kultuuri-ja tervisekompleksid (научно-популярный; реж. Тойво Кузьмин)
6. Лесопотреблению — научную основу / Metsakasutusele teaduslik alus (научно-популярный; реж. Семён Школьников)
7. Наблюдатель / Mees paadis (реж. Арво Ихо)
8. Новости Москвы / Moskva uudised (документальный; реж. Велло Калласте)
9. Русалочьи отмели. 1 сeрия / Näkimadalad, 1 jagu (телефильм; реж. Олав Неуланд)
10. Русалочьи отмели. 2 сeрия. Валборг / Näkimadalad II jagu (телефильм; реж. Олав Неуланд)

#### Анимация
1. Война / Sõda (реж. Рихо Унт?!)
2. Завтрак на траве / Eine murul (реж. Прийт Пярн)
3. Муфта, Полботинка и Моховая Борода / Naksitrallid II (фильм 2; реж. Аво Пайстик)
4. Проделки Рамзеса / Ramsese vembud III (фильм 3; реж. Хейки Эрниц)
5. Проделки Рамзеса / Ramsese vembud IV (фильм 4; реж. Хейки Эрниц)
6. Серенада / Serenaad (реж. Рао Хайдметс)
7. Сладкая планета / Magus planeet (реж. Аарне Ахи[эст.])

### 1988
1. Вернанда / Странный город / Vernanda (реж. Роман Баскин[эст.])
2. Враг респектабельного общества / Doktor Stockmann (телефильм 2 серии; реж. Микк Микивер)
3. Вызов / Nõid (реж. Эло Туст)
4. Год Дракона / Draakoni aasta (документальный; реж. Андрес Сёёт)
5. Наблюдатель / Vaatleja (реж. Арво Ихо)
6. Русалочьи отмели. 3 сeрия. Вольные грамоты / Näkimadalad III jagu (телефильм; реж. Олав Неуланд)
7. Русалочьи отмели. 4 сeрия. Клемет / Näkimadalad IV jagu (телефильм; реж. Олав Неуланд)
8. Смерть дедушки / Vanaisa surm (совместно с ВГИК; реж. Яан Кольберг[эст.])
9. Счастливое детство / Õnnelik lapsepõlv (реж. Яан Кольберг[эст.])
10. Украденная встреча / Varastatud kohtumine (реж. Лейда Лайус)
11. Экзамен по истории / Ajaloo eksam (документальный; реж. Велло Калласте)
12. Я не приезжий, я здесь живу / Ma pole turist, ma elan siin (реж. Пеэтер Урбла[эст.])

#### Анимация
1. Взлёт / Lend (реж. Аво Пайстик)
2. Город / Linn (реж. Рейн Раамат)
3. Горох / Hernes (реж. Хейно Парс)
4. Дела-делишки / Tööd ja tegemised (реж. Харди Волмер)
5. Дирижёр / Linnupüüdja (реж. Аарне Ахи[эст.])
6. Дом культуры / Kultuurimaja (реж. Рихо Унт?!)
7. Почему деревья больше не говорят / Miks puud enam ei kõnele (реж. Калью Киви[эст.])
8. Театр папы Карло / Papa Carlo teater (реж. Рао Хайдметс)

### 1989
1. День ряженых / Mardipäev (реж. Яан Кольберг[эст.])
2. Мастер / Meister (реж. Ренита Линтроп, Ханнес Линтроп)
3. Наизнанку / Pahupidi (реж. Валерий Блинов[эст.])
4. О Иоханнесе Хинте / Johannes Hindist (документальный; реж. Андрес Сёёт)
5. Орлан — белохвост Эстонии / Eesti merikotkas (научно-популярный; реж. Пеэт Пукс, Арво Вилу)
6. Паункюла-Пальяссаарде I / Paunkülast Paljassaarde I (научно-популярный; реж. Тойво Кузьмин)
7. Паункюла-Пальяссаарде II / Paunkülast Paljassaarde II (научно-популярный; реж. Тойво Кузьмин)
8. Подъём / Äratus (реж. Юрий Силларт)
9. Семейные фотографии / Perekonnapildid (реж. Валентин Куйк[эст.])
10. Человек, которого не было / Inimene, keda polnud (реж. Пеэтер Симм)

#### Анимация
1. Завещание / Pärandus (реж. Андрес Мянд[эст.])
2. Зелёное желание / Roheline soov (реж. Тауно Кивихаль)
3. Жизнь и смерть / Elu ja surm (реж. Олав Виллман)
4. Лабиринт / Labürint (реж. Мати Кютт[эст.])
5. Мгновение / Hetk (реж. Айри Эрас)
6. Петля / Silmus (реж. Аво Пайстик)
7. Положение обязывает / Noblesse oblige (реж. Рао Хайдметс)
8. Пустыня / Kõrb (реж. Лехо Магеди)
9. Путевые заметки / Reisikiri (реж. Пеэп Педмансон[эст.])
10. Становление / Tõus (реж. Калью Киви[эст.])
11. Столп / Sammas (реж. Хейки Эрниц)

### 1990
1. Единственное воскресенье / Ainus pühapäev (реж. Сулев Кеэдус[эст.])
2. Завод машиностройтельный / Tallinna Masinaehitustehas (документальный; реж. Виталий Горбунов)
3. Каждому своё / Igaühele oma (реж. Харди Волмер)
4. Осень / Sügis (реж. Арво Круусемент)
5. Пропавший путь / See kadunud tee (реж. Яан Кольберг[эст.])
6. Регина / Regina (реж. Кальё Кийск)
7. Служанка / Teenijanna (реж. Вейко Юриссон[эст.])
8. Только для сумасшедших / Ainult hulludele ehk halastajaõde (реж. Арво Ихо)

#### Анимация
1. Гномы подглядывают / Päkapikud piiluvad (реж. Хейно Парс)
2. Джекпот / Jackpot (реж. Харди Волмер, Рихо Унт?!)
3. Идея / 3x1: Idee (сборник 3x1; реж. Хиллар Мец[эст.])
4. И так каждый год господний / 3x1: Ja nii igal issanda aastal (сборник 3x1; реж. Хейки Эрниц)
5. Муфта, Полботинка и Моховая Борода / Naksitrallid (реж. Аво Пайстик)
6. Мы летим / 3x1: Me lendame (сборник 3x1; реж. Аарне Васар[эст.])
7. Невесты смерти / Surmamõrsjad (реж. Тауно Кивихаль)
8. Уход / Minek (реж. Аво Пайстик)
9. Финал черепах / Kilpkonnade lõppmäng (реж. Пеэп Педмансон[эст.])
10. Школьные рассказы 1. Естественная история / Koolilood I. Looduslugu (реж. Калью Киви[эст.])
11. Школьные рассказы 2. Урок музыки / Koolilood II. Muusikatund (реж. Андрес Мянд[эст.])
12. Школьные рассказы 3. Урок астрономии / Koolilood III. Astronoomiatund (реж. Тынис Сахкай[эст.])
13. Школьные рассказы 4. Урок географии / Koolilood IV. Geograafiatund (реж. Рихо Унт?!)

## 1991—2000

### 1991
1. Год лошади / Hobuse aasta (документальный; реж. Андрес Сёёт)
2. Горящий камень / Põlev kivi (научно-популярный; реж. Тойво Эльме)
3. Государственный старейшина, 1 часть / Riigivanem I (документальный; реж. Марк Соосаар)
4. Государственный старейшина, 2 часть / Riigivanem II (документальный; реж. Марк Соосаар)
5. Жизненный опыт / Noorelt õpitud (реж. Юрий Силларт)
6. Крест / Rist (совместно с «Союзтелефильмом»; реж. Лаури Ааспыллу)
7. Побег / Põgenemine (совместно с Film & Scen AB (Швеция), документальный; реж. Андрес Сёёт)
8. Старик хочет домой / Vana mees tahab koju (телефильм; реж. Тынис Каск)
9. Улица Мира / Rahu tänav (реж. Роман Баскин[эст.])

#### Анимация
1. Братья и сёстры / Vennad ja õed (реж. Янно Пылдма)
2. Дерево гномов / Päkapikupuu (реж. Рао Хайдметс)
3. Домовой / Kingikratt (реж. Аарне Ахи[эст.])
4. Зимний день / Talvepäev (реж. Лео Латти[эст.])
5. Козёл / Sokk (реж. Калью Киви[эст.])
6. Отъезд / Ärasõit (реж. Хейки Эрниц)
7. Пишущая машинка / Kirjutusmasinamäng (реж. Тауно Кивихаль)

### 1992
1. Большой Тылл / Suur Tõll (документальный; реж. Тойво Кузьмин)
2. Возвращайся, Лумумба / Tule tagasi, Lumumba (реж. Ааре Тилк)
3. Любовные поля сражений / Armastuse lahinguväljad (реж. Валентин Куйк[эст.])
4. Овца в правом нижнем углу / Lammas all paremas nurgas (реж. Лембит Ульфсак)

#### Анимация
1. Жизнь Отто / Otto elu (реж. Янно Пылдма)
2. Испытательный полёт / Katselend (совместно с Stuudio B; реж. Рихо Луусе)
3. Начинается новая жизнь / Incipit vita nova (реж. Харди Волмер)
4. Отель «Е» / Hotell E (реж. Прийт Пярн)
5. Холодный желудок… но зелёный / Külma kõhuga…kuid roheline (реж. Хиллар Мец[эст.])
6. Шпрота, закопчённая на солнце / Sprott võtmas päikest (реж. Мати Кютт[эст.])

### 1993
1. Крепостные / Väekargajad (реж. Тальво Пабут[эст.])
2. Слеза Князя тьмы / Saatana pisar (совместно с Zespół Filmowy «Oko»[пол.] (Польша); реж. Марек Пестрак)
3. Эстонская оборона / Защита Эстонии / Eesti kaitse (документальный; реж. Андрес Сёёт)

#### Анимация
1. Гостиная / Elutuba (реж. Рао Хайдметс)
2. Деревенский парень и городской щёголь / Setu vurle küüsis (реж. Аарне Васар[эст.])
3. Зимняя спячка / Talveuni (реж. Вальтер Уусберг[эст.])
4. И процветал… / Ja õitseski… (реж. Майт Лаас[эст.])
5. Капуста / Kapsapea (реж. Рихо Унт?!)
6. Кто стучится в мою дверь? / Kes koputab mu uksele? (реж. Рейн Раамат)
7. Лётчики и поросята / Lendurid ja põrsad (ред. Эда Кург)
8. Любовь авиатора / Lenduri armastus (реж. Алвар Яксон)
9. Маленькая мышь ищет приключения / Pisihiir Piiksu seiklused (совместно с Stuudio B; реж. Алвар Яксон, Неле Тихамяэ)
10. Осёл на музыкальной лестнице / Eesel heliredelil (реж. Пеэп Педмансон[эст.])
11. Шедевр / Meistritükk (реж. Мик Рэнд[эст.])

### 1994
1. Огненная вода / Tulivesi (совместно с Faama Film; реж. Харди Волмер)

#### Анимация
1. Запоздалый Роман / Hilinenud romanss (реж. Рихо Унт?!, Харди Волмер)
2. Рождение / Sünnipäev (реж. Янно Пылдма)
3. Яагуп и смерть / Jaagup ja surm (реж. Хейки Эрниц)

### 1995

#### Анимация
1. Маленькая Лили / Plekkmäe Liidi (реж. Мати Кютт[эст.])

### 1998
1. Георгики / Georgica (совместно с Q Film, Faama Film, Allfilm; реж. Сулев Кеэдус[эст.])
2. Мяч у стены / Pall vastu seina (реж. Ильмар Рааг)
3. Убийство в Тарту / Killing Tartu (при поддержке Тартуской городской управы[эст.], Эстонского центр аудиовизуальной культуры и Эстонского телевидения; реж. Ильмар Рааг)

## Кинопериодика
1. Киногазета / Filmileht (1931—1940)
2. Круговой обзор / Ringvaade (1931—1940)
3. Советская Эстония / Nõukogude Eesti (1940—1991)
4. Эстонская Республика / Eesti Vabariik (1992—1998)